# Apomorfia

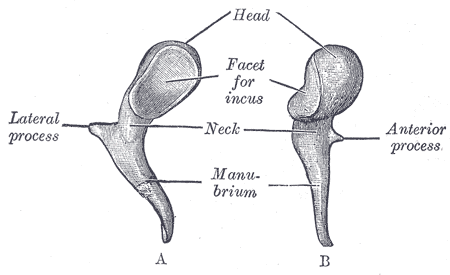
Martillo izquierdo de un vertebrado, apomorfía derivada del articular de los anfibios ancestrales.

En biología sistemática y, en particular, en cladística, una apomorfia o apomorfía (gr. "forma separada") es un rasgo o carácter biológico evolutivamente novedoso, una novedad evolutiva derivada de otro rasgo perteneciente a un taxón ancestral filogenéticamente próximo. El concepto de apomorfía se opone al de plesiomorfia, que se refiere a los rasgos históricamente más antiguos, de los cuales derivan las apomorfías. 
La distinción entre apomorfia y plesiomorfia no es absoluta, sino relativa a un nivel determinado de la jerarquía sistemática: 
- En el contexto de los mamíferos como subtaxón de los tetrápodos, el martillo del oído es una apomorfia. En relación con este último, el cartílago articular de los anfibios (una parte de la mandíbula inferior de la que se deriva el martillo) es un carácter plesiomórfico.
- Si consideramos a los animales como un conjunto, la columna vertebral es una apomorfia que caracteriza al subtaxón de los vertebrados. Pero si queremos caracterizar la posición de columna vertebral en un pájaro en relación con el taxón de los vertebrados, entonces el rasgo es plesiomórfico.

## Sinapomorfías y autapomorfías

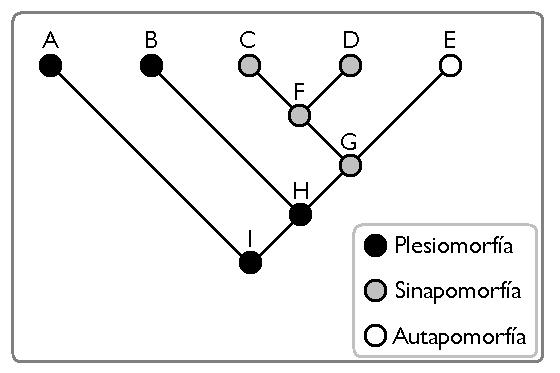
El cladograma representa un carácter plesiomórfico (ancestral) ilustrado como un círculo negro, que en este caso es a su vez simplesiomórfico, debido a que aparece en al menos 2 grupos: A y B. El carácter ilustrado como un círculo gris es una apomorfía porque es derivado del ancestro, y a su vez sinapomorfía porque es compartido por al menos 2 grupos: C y D. El carácter círculo blanco, es una apomorfía y más concretamente una autapomorfía al estar representado únicamente por un grupo: el E. Para evitar confusiones, conviene aclarar que A, B, C, D y E son taxones existentes y F, G, H e I son antepasados comunes.

Cuando se somete a análisis un dendrograma, cladograma o filograma, las apomorfías observadas (caracteres que difieren del ancestral) se pueden subdividir en dos subgrupos:
- Sinapomorfías: aquellas apomorfías compartidas por dos o más grupos.
- Autapomorfías: aquellas apomorfías que solo aparecen en un grupo.

El origen de novedades morfológicas es uno de los asuntos más debatidos en biología evolutiva.